# 公共交通情報サービス
公共交通情報サービス（こうきょうこうつうじょうほうサービス）とは、国土交通省が行っている公共交通事業者の運行（航）情報を提供するサービスの名称である。

## 概要
鉄道、バス、旅客船、航空（国内線）の各種交通機関を横断的に、遅延や運行（航）見合わせが発生または予想される場合に運行（航）情報を随時提供している。パソコンから閲覧する以外、iモードなどに対応した携帯電話からも閲覧することが可能となっている（iモードの場合、「iメニュー」－「メニュー/検索」－「防災・防犯・医療」－「地域の防災情報」－「公共交通情報」）。
2007年5月から、実証実験として首都圏の公共交通事業者を対象にサービスを開始したが、試行的な運用であるため、参加する公共交通事業者はまだ限られている。
2007年9月の時点で、鉄道は、東日本旅客鉄道、西武鉄道、小田急電鉄、東京急行電鉄、京浜急行電鉄、伊豆箱根鉄道、埼玉新都市交通の7事業者。バスは、東京都交通局、東急バス、神奈川中央交通の3事業者のみ。旅客船は、東海汽船、東京都観光汽船、東京湾フェリーの3事業者。航空は、全日本空輸、日本航空の2事業者である。